# له فارنن
له فارنن (انگلیسی: Les Farnen; ۱۷ سپتامبر ۱۹۱۹ – ژانویه ۱۹۸۵ (aged 65)) بازیکن فوتبال اهل بریتانیا بود.
از باشگاه‌هایی که در آن بازی کرده‌است می‌توان به باشگاه فوتبال گلاستر سیتی، باشگاه فوتبال واتفورد، و باشگاه فوتبال برادفورد سیتی اشاره کرد.